# Cronk ny Merriu
Cronk ny Merriu (Colline des Morts en mannois) est un promontoire fortifié situé au sud de l'île de Man, à Port Grenaugh (en), près de Santon, à mi-chemin à peu près entre Castletown et Douglas. Son nom mannois est dû à une mauvaise interprétation des ruines, qui étaient jadis considérées comme celles d'un site funéraire. Les ruines qu'on y trouve sont en fait celles de propriétés agricoles. Elles sont datées de l'Âge du fer et sont l'œuvre de populations celtes. Le site a toutefois été réaménagé lors de l'occupation viking de l'île (VIIIe siècle-IXe siècle).